# Töreboda limträ

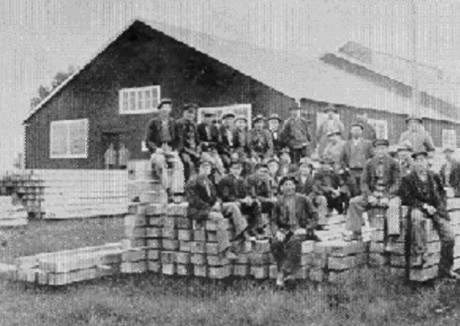
Limträfabriken på 1920-talet.

Töreboda limträ (ursprungligen AB Fribärande Träkonstruktioner) var ett svenskt industriföretag med säte i Töreboda. Företaget tillverkade limträprodukter under namnet AB Träkonstruktioner sedan år 1919 och övertogs år 1982 av konkurrenten Moelven industrier.

## Historik
Limträtekniken började utvecklas under slutet av 1800-talet i Tyskland av byggnadskonstruktören Otto Hetzer. Tekniken kom sedan i början av 1900-talet till Norge där norrmannen Guttorm Brekke fick ensamrätt på Hetzers patent i Norge, Sverige och Finland. Tillverkningen skedde i Norge. I Töreboda i norra Västergötland etablerades 1919 AB Träkonstruktioner som var ett dotterbolag till den norska firman och föregångare till Töreboda limträ. Därmed började tillverkningen av limträ i Sverige.
År 1924 försattes AB Träkonstruktioner i konkurs och året efter, den 17 februari 1925, bildades AB Fribärande Träkonstruktioner med ingenjören David Tenning som verkställande direktör. Tenning var tidigare byggnadsingenjör vid AB Träkonstruktioner. Företagets namn ändrades senare till Töreboda Limträ AB. År 1982 övertogs Töreboda Limträ av konkurrenten Moelven som då fick namnet Moelven Töreboda Limträ AB. Moelven hade sedan 1960 en egen limträproduktion i Töreboda.

## Större projekt (urval)
Några av de första större limträkonstruktionerna i Sverige blev de fribärande takkonstruktionerna för vänthallarna till Stockholms centralstation och Malmö centralstation. De levererades och byggdes på 1920-talets början. Takleveranserna till SJ:s vänthallar blev samtidigt räddningen för bolaget i Töreboda i mycket svåra ekonomiska tider under den stora depressionen.
Andra takkonstruktioner med stor spännvidd, byggda med bågar av Töreboda limträ:
- Idrottshallen Bollen på utställningen Fritiden i Ystad (1936)
- SALK-hallen i Alvik, Stockholm (1937)
- Flyghangar vid Västmanlands flygflottilj i Västerås, då världens största (1937)
- Stora Vika cementfabriks lagerhall, Stora Vika (1948)
- Nacka Forum, Nacka (1989)

## Bilder, törebodahallar (urval)

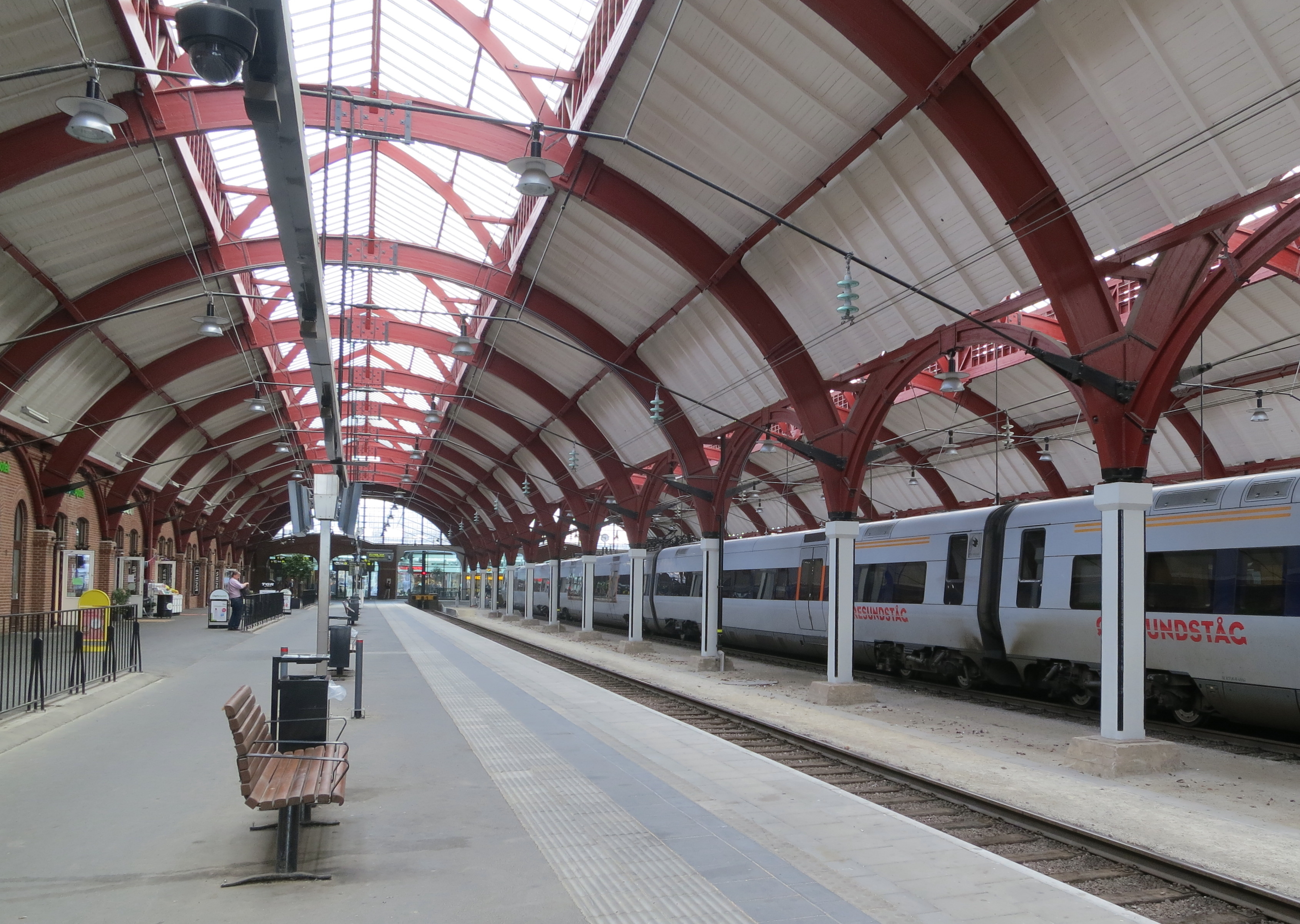
Malmö centralstation
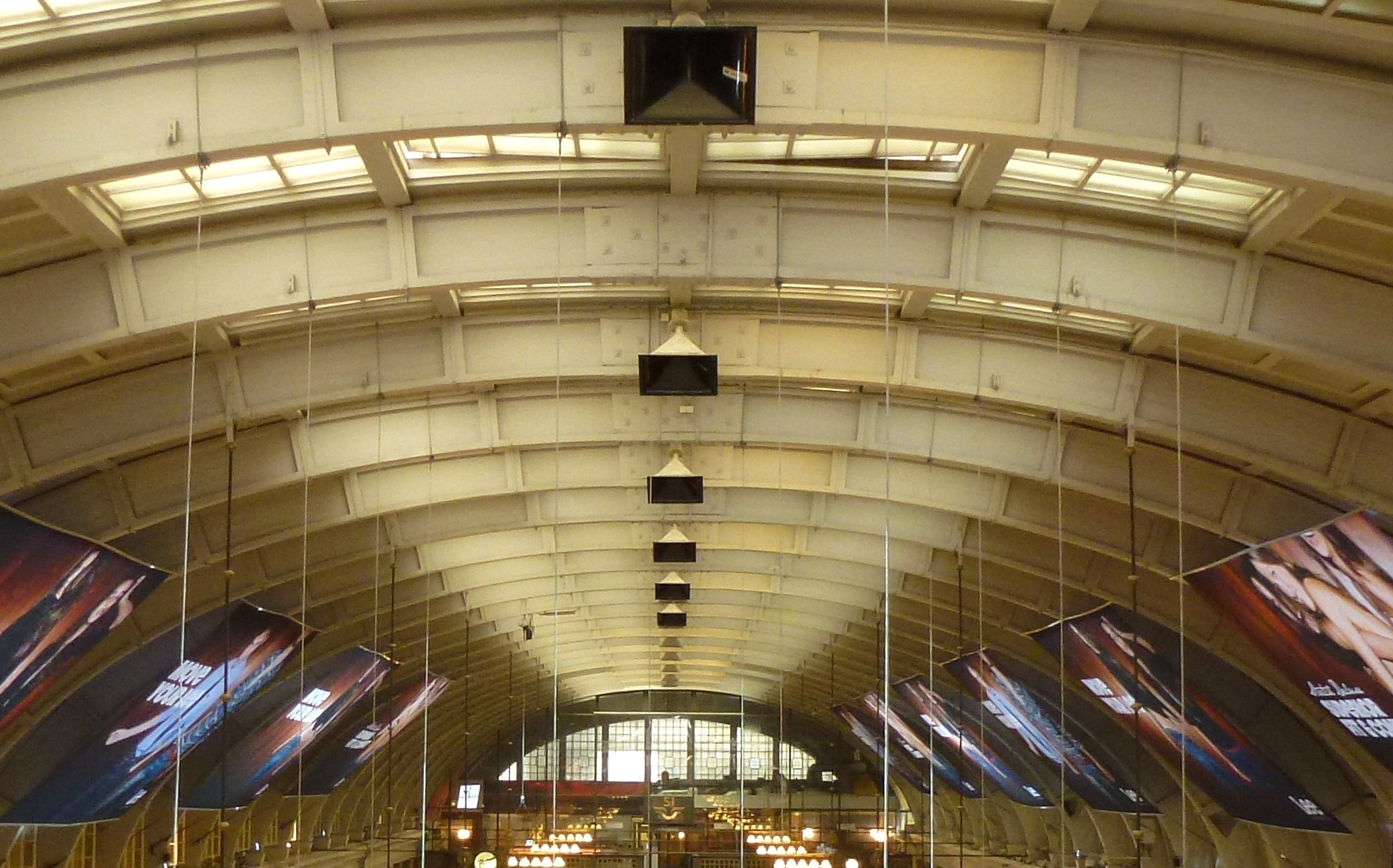
Stockholms central
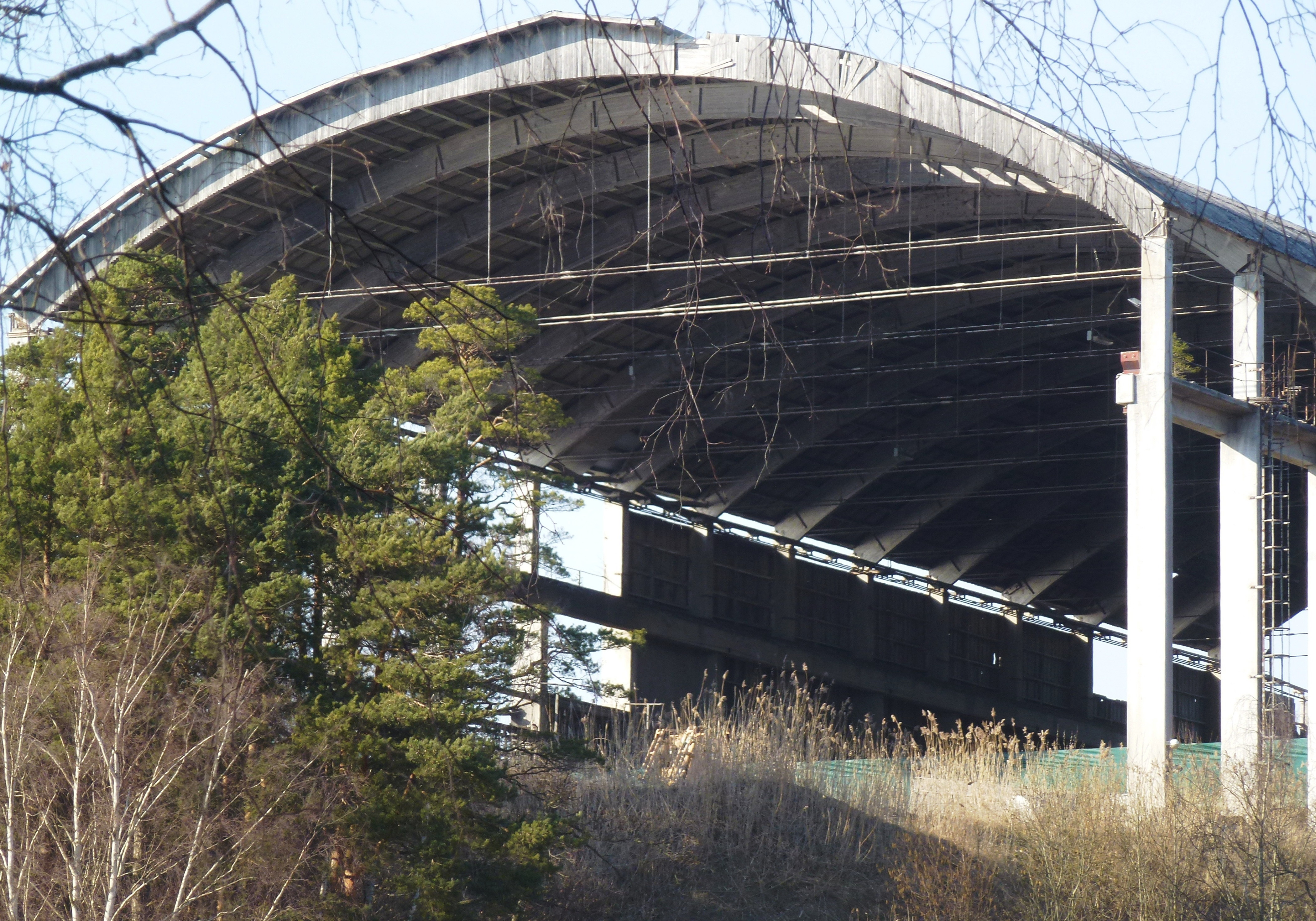
Stora Vika cementfabrik
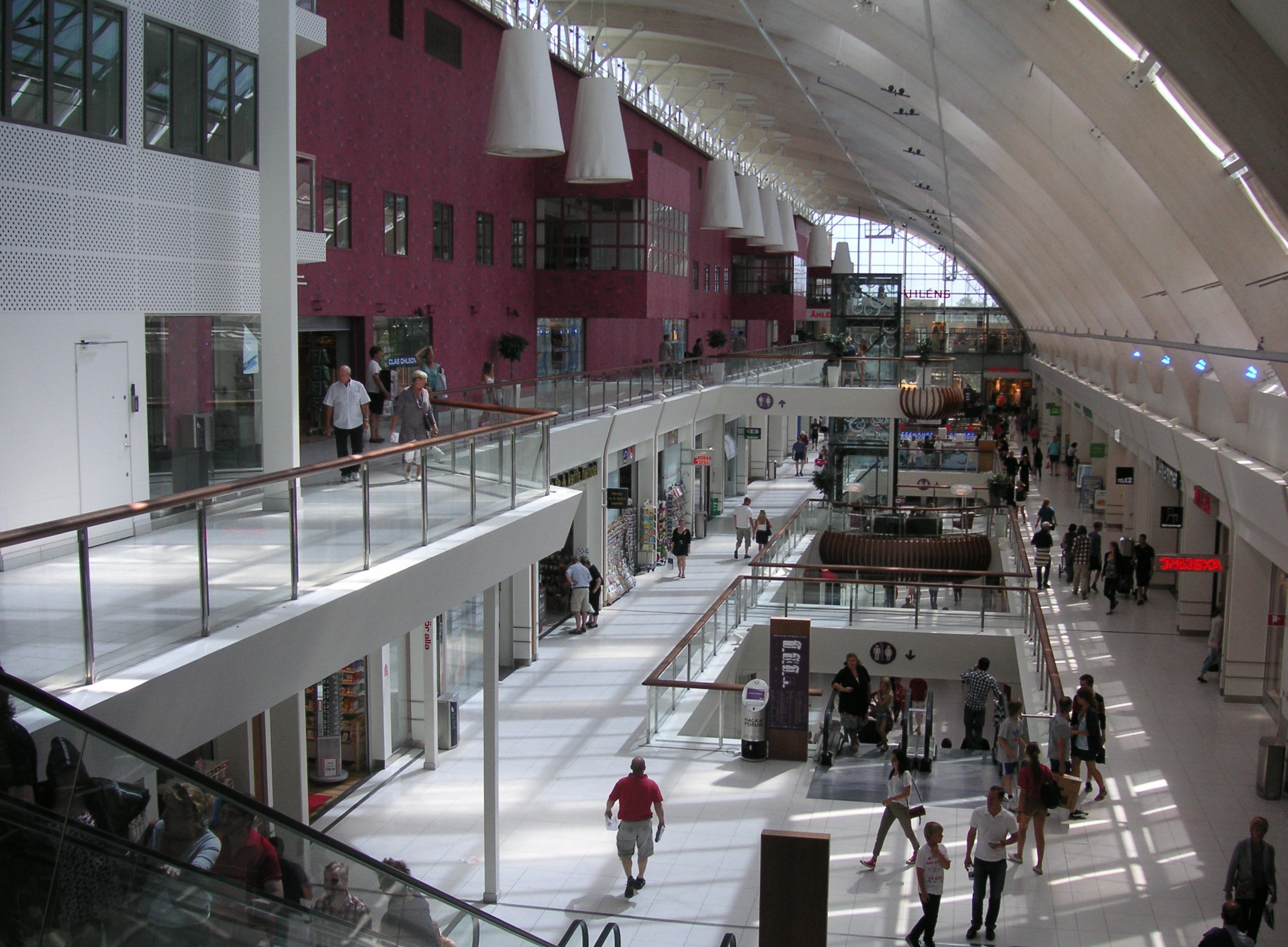
Nacka Forum